# Morthomiers
Morthomiers ist eine französische Gemeinde mit 815 Einwohnern (Stand: 1. Januar 2022) im Département Cher in der Region Centre-Val de Loire. Sie gehört zum Arrondissement Bourges und zum Kanton Chârost. Die Einwohner werden Mareuillois genannt.

## Geographie
Morthomiers liegt etwa zwölf Kilometer südwestlich von Bourges. Umgeben wird Morthomiers von den Nachbargemeinden Marmagne im Norden, La Chapelle-Saint-Ursin im Osten und Nordosten, Le Subdray im Osten und Südosten, Saint-Florent-sur-Cher im Süden, Villeneuve-sur-Cher im Westen und Südwesten sowie Sainte-Thorette im Nordwesten.
Die Gemeinde liegt an der Via Lemovicensis, einem der vier historischen „Wege der Jakobspilger in Frankreich“.

## Bevölkerungsentwicklung
| Jahr                      | 1962 | 1968 | 1975 | 1982 | 1990 | 1999 | 2006 | 2013 |
| Einwohner                 | 193  | 204  | 218  | 409  | 590  | 589  | 671  | 750  |
| Quelle: Cassini und INSEE |      |      |      |      |      |      |      |      |